# U-57 (1938)
| U-57                       | U-57                                               | U-57                                               |
| -------------------------- | -------------------------------------------------- | -------------------------------------------------- |
|                            |                                                    |                                                    |
|                            |                                                    |                                                    |
|                            |                                                    |                                                    |
| Під прапором               | Третій рейх                                        | Третій рейх                                        |
| Порт приписки              | Кіль, Вільгельмсгафен, Лор'ян, Берген, Мемель      | Кіль, Вільгельмсгафен, Лор'ян, Берген, Мемель      |
| Спуск на воду              | 3 вересня 1938                                     | 3 вересня 1938                                     |
| Виведений зі складу флоту  | 3 травня 1945                                      | 3 травня 1945                                      |
| Сучасний статус            | затоплений                                         | затоплений                                         |
| Проєкт                     |                                                    |                                                    |
| Тип ПЧ                     | Малий ДПЧ                                          | Малий ДПЧ                                          |
| Основні характеристики     |                                                    |                                                    |
| Швидкість (надводна)       | 12 вузлів                                          | 12 вузлів                                          |
| Швидкість (підводна)       | 7 вузлів                                           | 7 вузлів                                           |
| Гранична глибина занурення | 150 м                                              | 150 м                                              |
| Екіпаж                     | 25 осіб                                            | 25 осіб                                            |
| Розміри                    |                                                    |                                                    |
| Довжина найбільша (по КВЛ) | 43,9 м                                             | 43,9 м                                             |
| Ширина корпусу найб.       | 4,08 м                                             | 4,08 м                                             |
| Висота                     | 8,4 м                                              | 8,4 м                                              |
| Середня осадка (по КВЛ)    | 3,82 м                                             | 3,82 м                                             |
| Водотоннажність надводна   | 291 т                                              | 291 т                                              |
| Озброєння                  |                                                    |                                                    |
| Артилерія                  | 1 × 2 cm/65 C/30 (1000 снарядів)                   | 1 × 2 cm/65 C/30 (1000 снарядів)                   |
| Торпедно- мінне озброєння  | 3 TA 5 торпед або 18 мін (за іншими даними ТМА 12) | 3 TA 5 торпед або 18 мін (за іншими даними ТМА 12) |

U-57 — малий німецький підводний човен типу II-C для прибережних вод, часів Другої світової війни. Заводський номер 255.
29 грудня 1938 року увійшов у стрій і був приписаний до 5-ї навчальної флотилії. 1 січня 1940 року увійшов до складу бойової 1-ї флотилії. Здійснив 11 бойових походів, потопив 13 суден (48053 брт), 1 допоміжне військове судно (8240 брт), пошкодив 2 судна (20594 брт). 3 вересня 1940 року U-57 в районі з координатами 53°53′ пн. ш. 09°09′ сх. д. / 53.883° пн. ш. 9.150° сх. д. зіткнувся з норвезьким пароплавом «Рона» і затонув. 6 членів екіпажу загинули, 19 врятувалися. Згодом човен був піднятий, 11 січня 1941 року знову введений у стрій. Використовувався як навчальний у складі 22-ї і 19-ї флотилій.
3 травня 1945 року затоплений екіпажем в порту міста Кіль.

## Командири
- Капітан-лейтенант Клаус Корт (29 грудня 1938 — 4 червня 1940)
- Оберлейтенант-цур-зее Еріх Топп (5 червня — 15 вересня 1940)
- Оберлейтенант-цур-зее Вільгельм Айзеле (11 січня 1941 — 16 травня 1943)
- Оберлейтенант-цур-зее Вальтер Ценкер (17 травня 1943 — 31 липня 1944)
- Оберлейтенант-цур-зее Петер Кюль (1 серпня 1944 — квітень 1945)

## Затоплені судна
| Ім'я              | Тип             | Належність      | Дата              | Тоннаж (БРТ) | Вантаж                                                                      | Статус                                         | Місце                                                     |
| Kaunas            | вантажне судно  | Литва           | 17 листопада 1939 | 1 566        | в балласті                                                                  | затоплений                                     | 51°21′ пн. ш. 2°55′ сх. д. / 51.350° пн. ш. 2.917° сх. д. |
| Stanbrook         | вантажне судно  | Велика Британія | 19 листопада 1939 | 1 383        | в балласті                                                                  | затоплений                                     | 51°21′ пн. ш. 2°55′ сх. д. / 51.350° пн. ш. 2.917° сх. д. |
| Mina              | вантажне судно  | Естонія         | 13 грудня 1939    | 1 1173       | в балласті                                                                  | затоплений                                     | 52°24′ пн. ш. 1°59′ сх. д. / 52.400° пн. ш. 1.983° сх. д. |
| Miranda           | вантажне судно  | Норвегія        | 20 січня 1940     | 1 328        | вугілля                                                                     | затоплений                                     | 58°14′ пн. ш. 2°05′ зх. д. / 58.233° пн. ш. 2.083° зх. д. |
| HMS Durham Castle | плавуча казарма | Велика Британія | 26 січня 1940     | 8 240        |                                                                             | підірвався на міні і затонув                   | 57°46′ пн. ш. 3°45′ зх. д. / 57.767° пн. ш. 3.750° зх. д. |
| Gretafield        | танкер          | Велика Британія | 14 лютого 1940    | 10 191       | 13000 тон нафти                                                             | горів декілька днів, затонув тільки 19 березня | 58°27′ пн. ш. 2°33′ зх. д. / 58.450° пн. ш. 2.550° зх. д. |
| Loch Maddy        | вантажне судно  | Велика Британія | 22 лютого 1940    | 4 996        | 2000 тон пшениці, 6000 тон лісу, один літак                                 | пошкоджений                                    | 58°07′ пн. ш. 2°39′ зх. д. / 58.117° пн. ш. 2.650° зх. д. |
| Daghestan         | танкер          | Велика Британія | 25 березня 1940   | 5 742        | 7600 тон сирої нафти                                                        | затоплений                                     | 58°47′ пн. ш. 2°46′ зх. д. / 58.783° пн. ш. 2.767° зх. д. |
| Manipur           | вантажне судно  | Велика Британія | 17 липня 1940     | 8 652        | генеральний вантаж, який складав залізо, сталь, ліс, мідь, цинкові пластини | затоплений                                     | 58°41′ пн. ш. 5°14′ зх. д. / 58.683° пн. ш. 5.233° зх. д. |
| O.A. Brodin       | вантажне судно  | Швеція          | 17 липня 1940     | 1 960        | 2665 тон лісу и деревної маси                                               | затоплений                                     | 59°22′ пн. ш. 3°40′ зх. д. / 59.367° пн. ш. 3.667° зх. д. |
| Atos              | вантажне судно  | Швеція          | 3 серпня 1940     | 2 161        | 1700 генерального вантажу                                                   | затоплений помилково                           | 56° пн. ш. 7° зх. д. / 56° пн. ш. 7° зх. д.               |
| Cumberland        | вантажне судно  | Велика Британія | 24 серпня 1940    | 10 939       | 9000 тон генерального вантажу                                               | затоплений                                     | 55°44′ пн. ш. 7°32′ зх. д. / 55.733° пн. ш. 7.533° зх. д. |
| Havildar          | вантажне судно  | Велика Британія | 24 серпня 1940    | 5 407        | 4000 тон генерального вантажу                                               | пошкоджений                                    | 55°39′ пн. ш. 7°18′ зх. д. / 55.650° пн. ш. 7.300° зх. д. |
| Saint Dunstan     | вантажне судно  | Велика Британія | 24 серпня 1940    | 5 681        | в балласті                                                                  | затоплений                                     | 55°44′ пн. ш. 7°32′ зх. д. / 55.733° пн. ш. 7.533° зх. д. |
| Pecten            | танкер          | Велика Британія | 25 серпня 1940    | 7 468        | 9546 тон нафти для Адміралтейства                                           | затоплений                                     | 56°22′ пн. ш. 7°55′ зх. д. / 56.367° пн. ш. 7.917° зх. д. |